# Rogalin (zámek)
Rogalin je barokní stavba z 18. století zbudovaná v polské vesnici Rogalin (okres Poznaň, Velkopolské vojvodství) ležící ve vzdálenosti 13 kilometrů od města Kórnik. Objekt si nechal vybudovat královský tajemník Kazimierz Raczyński a je turisty vyhledáván předně kvůli svým upraveným zahradám a muzeu nacházejícím se ve vnitřních prostorách stavby. Pravé křídlo zaujímá výstava obrazů rodiny Raczyńských a nachází se tu také maketa londýnského bytu, který využíval polský diplomat Edward Raczyński. V opačném, levém křídle se nachází Galerie salónního malířství představující výtvarná díla Stanisława Wyspiańského, Wladyslawa Podkowinskiho nebo Jacka Malczewskiho. Zámek ve svých sbírkách obsahuje dále kolekce hodin, nábytku či porcelánu z 18. či 19. století.
V přilehlém anglickém parku rostou tři mohutné duby. Každý ze stromů dosahuje stáří šesti set let. Duby nesou pojmenování Lech, Čech a Rus, a to na počest tří vojvodů stojících při vzniku polského, českého a ruského státu.